# Otto Gottlieb
Otto Richard Gottlieb (31. srpna 1920 Brno – 19. června 2011 Rio de Janeiro) byl brazilský vědec židovského původu narozený v Československu.
V roce 1999 byl nominován na Nobelovu cenu za chemii za poznatky o chemické struktuře rostlin, které umožnily analyzovat stav zachování mnoha ekosystémů. Jeho práce odhalila biodiverzitu brazilské flóry a podpořila vývoj fytochemie v zemi. V roce 1977 získal Otto Gottlieb jako první profesionální chemik brazilskou cenu Fritze Feigla (Prêmio Fritz Feigl, vytvořenou regionální chemickou asociací ve stejném roce). V roce 1986 mu byla udělena cena Anísia Teixeiry.

## Život
Otto Richard Gottlieb se narodil v Brně. V roce 1936 odešel do Anglie z důvodu rostoucího vlivu nacismu a jeho rodina se přestěhovala do Brazílie. Už v roce 1939 se Otto Gottlieb přesunul do Brazílie, kde se v následujícím roce přihlásil na Brazilskou univerzitu. Během tohoto období pracoval jako učeň v laboratoři imunologie Butantãského institutu a jako editor časopisu Química.
Ve věku 21 let požádal o brazilské občanství a absolvoval chemii na Brazilské univerzitě (dnes známé jako Universidade Federal do Rio de Janeiro – UFRJ)
Otto Gottlieb pracoval deset let v podniku svého otce, jenž vyráběl esenciální oleje z brazilských rostlin, které využíval pro parfumářský průmysl jako surovinu. Později se rozhodl vstoupit do jedné z nejprestižnějších výzkumných skupin přírodních produktů, Weizmannova institutu věd v Izraeli. Profesní znalosti získal také v Národní radě pro vědecký a technologický vývoj a v Národním onkologickém institutu, kde začal výzkum izolace rostlinných chemikálií a určování jejich molekulární struktury.
Gottlieb byl vždy fascinován bohatostí chemického složení amazonského deštného pralesa, a tak se v roce 1961 vrátil do Brazílie na pozici technologa Institutu agrokulturní chemie, kde byl zodpovědný za objevy některých druhů rostlin z čeledě vavřínovité, např. Aniba rosaeodora.
Na Brazilské zemědělské univerzitě, nyní Universidade Federal Rural do Rio de Janeiro (UFRRJ), získal doktorát a brazilský titul livre-docente. V roce 1964 pracoval jako profesor v laboratořích univerzity v Sheffieldu v Anglii a poté odešel do Spojených států na měsíční stáž na Indianskou Univerzitu. V témže roce se vrátil do Brazílie, aby dohlížel na otevření fytochemické laboratoře na Brazilské univerzitě (UnB). V roce 1967 vytvořil Laboratório de Química de Produtos Naturais no Instituto de Química da Universidade de São Paulo (Chemickou laboratoř přírodních produktů na chemickém institutu São Paulské univerzity). Odešel po třech letech.
Zmapoval stovky druhů a stanovil ukazatele jejich chování, čímž umožnil měření biodiverzity ekosystémů. Jeho studie vedly k objevům různých látek, např. neolignanů, které mají protizánětlivé účinky.
Gottlieb zůstal profesorem São Paulské univerzity do svých 70 let. Do roku 2002 pracoval v nadaci Oswalda Cruze, v tomtéž roce se přesunul na federální univerzitu Fluminense. Během svého života nashromáždil ve své knihovně přírodních zdrojů na dva tisíce knih. Jeho vědecký výzkum obsahuje téměř 700 článků, většinou o udržitelnosti. Gottlieb je považován za brazilského vědce, který byl nejblíže k získání Nobelovy ceny. Bylo nominován v letech 1998, 1999 a 2000. V roce 1991 obdržel cenu TWAS.
Žil v Riu de Janeiru až do své smrti, 19. června 2011. Byl pohřben na tamním židovském komunálním hřbitově.